# Franca Maresa
Franca Maresa (Gorizia, 23 agosto 1925 – Roma, 4 ottobre 2018) è stata un'attrice italiana.

## Biografia

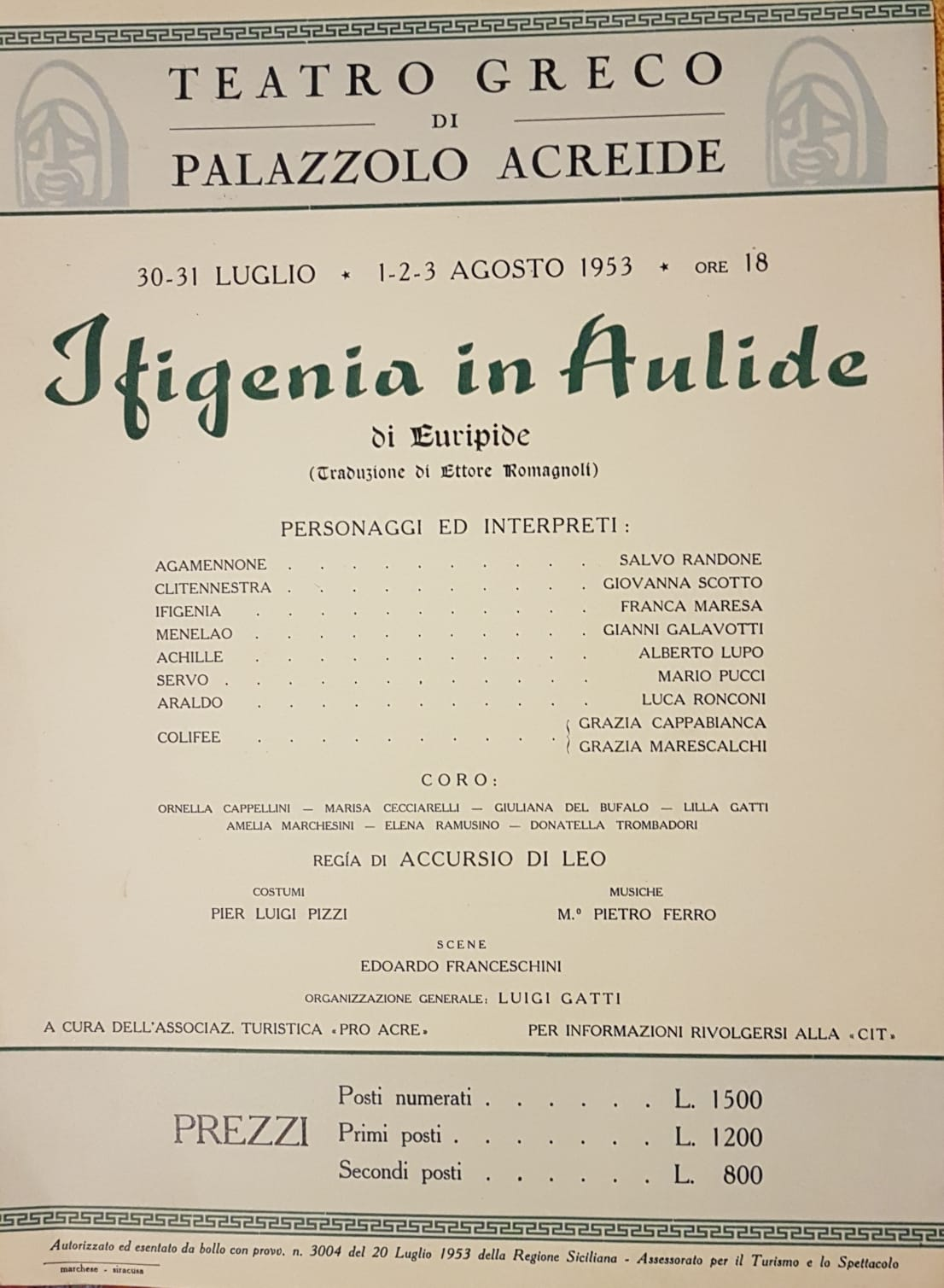
locandina Ifigenia in Aulide ,1953, regia Accursio Di Leo, Franca Maresa come Ifigenia e Monica Vitti con il vero nome Ceciarelli nel coro

Attrice caratterista, fra le sue interpretazioni cinematografiche ci sono Gioventù perduta di Pietro Germi, dove interpreta la parte di Maria Rivano ed E la nave va di Federico Fellini. La Maresa ha lavorato molto in teatro, dove è stata protagonista e co-protagonista di svariate rappresentazioni, dirette fra gli altri da Niccolò Accursio Di Leo e Marcello Pagliero e ha recitato insieme ad Ave Ninchi e Monica Vitti; tra gli spettacoli a cui ha preso parte figurano Ifigenia in Aulide, La mandragola, L'avaro, Madre Coraggio e i suoi figli, Il berretto a sonagli, Nella città l'inferno di Dacia Maraini. Nella sua carriera ha lavorato anche in televisione nell'ambito della prosa televisiva della Rai. Nel 2017 interpreta la madre di Samurai in 2 episodi di Suburra - La serie per Netflix.

## Filmografia

### Cinema
- Gioventù perduta, regia di Pietro Germi (1947)
- Biancaneve e i sette ladri, regia di Giacomo Gentilomo (1949)
- Più forte sorelle, regia di Mario Bianchi (1973)
- La principessa sul pisello, regia di Piero Regnoli (1973)
- Il bacio, regia di Mario Lanfranchi (1974)
- La linea del fiume, regia di Aldo Scavarda (1976)
- Invito al viaggio, regia di Peter Del Monte (1982)
- E la nave va, regia di Federico Fellini (1983)
- Amici Ahrarara, regia di Franco Amurri (2001)
- Passeggiata in paradiso, regia di Stefania Galegati (2002), cortometraggio
- Il principe abusivo, regia di Alessandro Siani (2013)
- Suburra, regia di Stefano Sollima (2015)
- Il padre d'Italia, regia di Fabio Mollo (2017)

### Televisione
- Cristallo di rocca - Una storia di Natale, regia di Maurizio Zaccaro (1999)
- Rocco Schiavone, regia di Michele Soavi - serie TV, episodio 1x06 (2016)
- Suburra - La serie - serie TV, 2 episodi (2017)

## Doppiatrici italiane
- Rina Morelli in Gioventù perduta
- Rosetta Calavetta in Biancaneve e i sette ladri

## Prosa televisiva Rai
- Al calar del sipario, trasmessa il 26 novembre 1965.